# 许忠 (钢琴家)
许忠（1968年—），男，生于上海，著名钢琴家。
1971年便师从钢琴教授王羽学琴；1986年入巴黎国立高等音乐舞蹈学院；2005年师从中国大陆指挥教育界大家黄晓同；2006年创立东方小交响乐团（后发展为东方交响乐团），任乐团音乐总监；2009年任韩国KBS交响乐团首席客席指挥；2012年任意大利马西莫贝利尼剧院艺术总监、音乐总监和首席指挥；2016年任上海歌剧院院长。

## 趣闻
因在法国演奏《黄河钢琴协奏曲》的表现，许忠有法国演奏《黄河钢琴协奏曲》第一人之稱。